# 福地信之介
福地 信之介（ふくち しんのすけ、嘉永2年（1849年） - 慶応3年9月5日（1867年10月2日））は、江戸時代後期の水戸藩士、幕末の尊皇志士。靖国神社の祭神。仮名は信之介。諱は道忠。

## 生涯
水戸藩士・福地政次郎の四男として生まれる。母は福地弥寿子。慶応3年（1867年）9月5日、武蔵国忍藩で獄死する。享年19。維新後、靖国神社に祀られる。